# David Sulzer

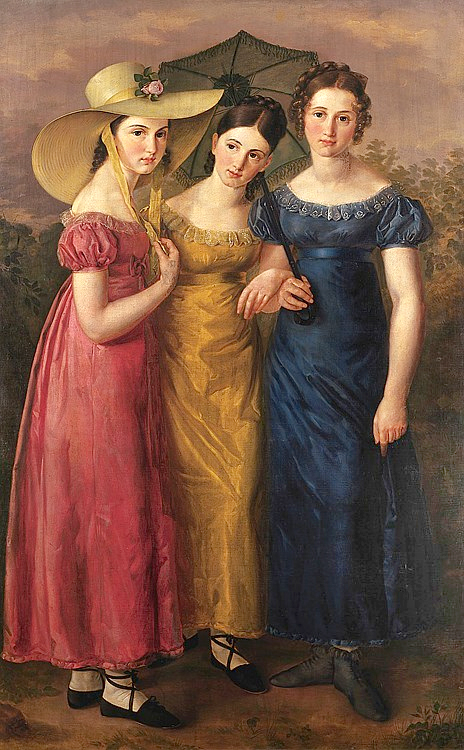
Drei Winterthurerinnen

David Sulzer (* 9. September 1784 in Winterthur; † 14. September 1864 in Landschlacht TG) war ein Schweizer Porträt- und Genremaler.

## Leben und Wirken
David Sulzer war als Sohn des Wagnermeisters und Degenschmieds Christoph Sulzer und der Catharina Notz geboren. Nach dem Zeichenunterricht in Winterthur bildete sich Sulzer zum Maler in Zürich und Bern. 1803 begab er sich mit Winterthurer und Zürcher Freunden, u. a. Hans Jakob Oeri, nach Paris, wo er acht Jahre lang im Atelier von Jacques Louis David zum Kunstmaler ausgebildet wurde. Danach war David Sulzer in Bern und Winterthur tätig, wo er die Mitglieder der Industriellenfamilien Sulzer und Rieter porträtierte. 1815 reiste er nach Wien, um Persönlichkeiten der europäischen Elite zu porträtieren, die am Wiener Kongress teilnahmen. 
1817 heiratete Sulzer Franziska Katharina Freiin von Lütgendorff-Leinburg (* 1789), mit der er vier Söhne hatte: Julius Karl Emil David Christoph (* 1818), Anton Emil Karl (* 1820), Gustav Heinrich (* 1822) und Albert David Christoph (* 1827). Der älteste, Julius Karl Emil Sulzer, wurde ebenfalls Porträtmaler. Gemeinsam mit seinem Vater schuf er das Doppelselbstbildnis, auf dem sich beide jeweils selbst darstellten. 
David Sulzer kam zu einem ansehnlichen Vermögen, das er jedoch bei der Bewirtschaftung eines 1852 erworbenen Landguts in Weinfelden wieder verlor. Der Künstler starb in Armut im Alter von 80 Jahren. Er gilt als bedeutendster Porträtist seiner Zeit in der Deutschschweiz.
Sulzers Sohn, der Porträt- und Historienmaler Julius Karl Emil Sulzer wurde 1858 von General Alexander Wilhelm von Kahlenberg adoptiert.
David Sulzers wichtigste Werke befinden sich in den Sammlungen des Kunstmuseums Winterthur.